# Mischocyttarus richardsi
Mischocyttarus richardsi är en getingart som beskrevs av Zikan 1949. Mischocyttarus richardsi ingår i släktet Mischocyttarus och familjen getingar. Inga underarter finns listade i Catalogue of Life.